# 贝杜埃斯
贝杜埃斯（法語：Bédouès，法語發音：[bedwɛs]）是法国洛泽尔省的一个旧市镇，属于弗洛拉克区。2016年，贝杜埃斯与市镇科屈雷斯合并为新市镇贝杜埃斯-科屈雷斯。

## 地理
贝杜埃斯（44°20'28"N, 3°36'17"E）面积26.8 平方千米，位于法国奧克西塔尼大區洛泽尔省，该省份为法国南部内陆省份，北起上盧瓦爾省和康塔爾省，西接阿韦龙省，南至加尔省，东临阿尔代什省。
与贝杜埃斯接壤的市镇（或旧市镇、城区）包括：勒蓬德蒙韦尔、科屈雷斯、伊斯帕尼亚克、拉萨勒普吕内、弗洛拉克。
贝杜埃斯的时区为UTC+01:00、UTC+02:00（夏令时）。

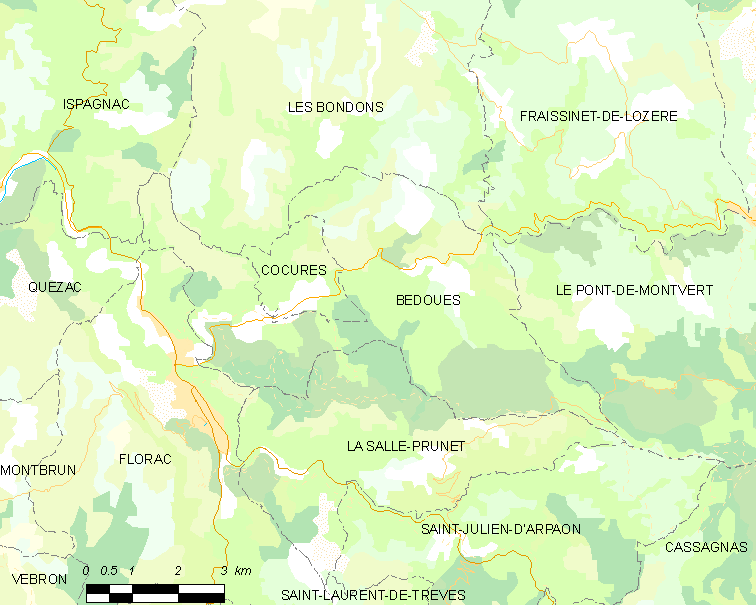
贝杜埃斯的OSM定位图

## 行政
贝杜埃斯的邮政编码为48400，INSEE市镇编码为48022。

## 政治
贝杜埃斯所属的省级选区为圣艾蒂安-迪瓦尔多内县。

## 人口

1962-2008年间贝杜埃斯人口变化图示

贝杜埃斯于2017年1月1日时的人口数量为281人。